# La ley del gomero
La ley del gomero es el segundo álbum de estudio del grupo de rock argentino Mancha de Rolando, publicado en 1996. En 2004, el álbum fue reeditado y fusionado con El cóctel del tío Pupi, pasándose a llamar El cóctel del tío Pupi y La ley del gomero.

## Descripción
El álbum cuenta con dos canciones del álbum anterior, de las cuales son «La marcha II» y «Parataffa»: «La marcha II» es una reversión de «La marcha», y «Parataffa» es la misma versión del álbum anterior.
La canción «No maten a las focas suecas» cuenta como invitados a Gustavo Cordera en voz, y a Chizzo Nápoli en guitarras y solo.

## Lista de canciones
| Lado A |                                    |                                   |          |  |
| N.º    | Título                             | Escritor(es)                      | Duración |  |
| 1.     | «De Güemes»                        | Amadeo · Barreiro                 | 5:35     |  |
| 2.     | «Segundo Round»                    | Quieto · Amadeo · Báez · Barreiro | 5:42     |  |
| 3.     | «La mancha de Rolando»             | Quieto · Amadeo · Báez · Barreiro | 3:26     |  |
| 4.     | «Constitución»                     | Quieto · Amadeo · Barreiro        | 4:43     |  |
| 5.     | «Un camboyano en el Shopping Mall» | Quieto · Amadeo · Báez · Barreiro | 5:49     |  |
| 6.     | «Chuchu»                           | Quieto · Amadeo · Báez · Barreiro | 4:12     |  |

| Lado B |                                                     |                                      |          |  |
| N.º    | Título                                              | Escritor(es)                         | Duración |  |
| 7.     | «No maten a las focas suecas» (con Gustavo Cordera) | Quieto · Amadeo · Báez · Barreiro    | 7:07     |  |
| 8.     | «Parataffa» (del álbum anterior)                    | Quieto · Amadeo · Barreiro · Fontana | 3:11     |  |
| 9.     | «Soldati»                                           | Quieto · Barreiro                    | 5:23     |  |
| 10.    | «Ritmo y blues con armónica»                        | Quieto · Amadeo · Báez · Barreiro    | 4:32     |  |
| 11.    | «La marcha II» (del álbum anterior)                 | Quieto · Amadeo · Barreiro · Fontana | 3:21     |  |
| 12.    | «Aids»                                              | Quieto · Amadeo · Báez · Barreiro    | 3:38     |  |

## Músicos
- Manuel Quieto — voz y guitarra.
- Juan Sebastián Amadeo — voz.
- Carlos Esteban Báez — bajo.
- Franchie Barreiro — guitarra.

Invitados
- Gustavo Cordera — voz en «No maten a las focas suecas».
- Chizzo Nápoli — guitarra y solo en «No maten a las focas suecas».[2]